# Fahrstuhl-Paradoxon
Das Fahrstuhl-Paradoxon ist die Erfahrung, dass wenn man einen stark frequentierten Fahrstuhl nehmen möchte, der nächste ankommende Fahrstuhl meistens in die falsche Richtung fährt.
Die Erklärung dafür ist, dass die Richtung des nächsten ankommenden Aufzugs – entgegen der Erwartung – meistens nicht zufällig ist, d. h., nicht wie beim Wurf einer perfekten Münze gleichverteilt ist. In tieferen Geschossen fährt der nächste Fahrstuhl häufiger nach unten, in höheren Geschossen häufiger nach oben.

## Geschichte
Das Phänomen fiel dem Physiker und Hochschullehrer George Gamow und seinem Kollegen Marvin Stern in den 1950er Jahren auf. Gamow hatte ein Büro in der ersten und Stern eines in der fünften Etage eines sechsstöckigen Gebäudes. Bei der Arbeit an geheimen Projekten tauschten sie sich häufig persönlich aus und benutzten oft den Aufzug, um das Büro des Kollegen aufzusuchen. Wenn Gamow Stern besuchen wollte, war der nächste Fahrstuhl, der kam, in fünf von sechs Fällen auf dem Weg nach unten, in die falsche Richtung. Gamow erschien das,

„als würde man auf dem Dach des Gebäudes ständig neue Fahrstühle erzeugen, um sie alle nach unten zu schicken und dort wieder auseinanderzubauen.“

Marvin Stern, der sein Büro im fünften Stock hatte, bemerkte umgekehrt, dass in fünf von sechs Fällen die Kabine auf dem Weg nach oben war, wenn er nach unten fahren wollte. Er meinte daher, dass die Fahrstühle im Keller produziert und auf dem Dach weggeflogen werden müssten.
Die einfache Erklärung hierfür liegt in der Funktion der Richtungsanzeige des Aufzugs, die nur dann aktiv ist, wenn der Aufzug sich auf den Beobachter zubewegt. Fährt der Aufzug vom eigenen Standort weg, wird nichts angezeigt. Da der Aufzug fünf mal länger braucht, um von der obersten Etage des Gebäudes in den ersten Stock zu gelangen als vom Erdgeschoß zum ersten Stock, ist es bei entsprechend fünf mal wahrscheinlicher, dass der nach unten weisende Pfeil angezeigt wird, als der nach oben weisende.
Dies gilt allerdings nur, wenn der Aufzug sich jeweils von der ersten bis zur letzten Etage und wieder zurück bewegt. Fährt der Aufzug auch kürzere Strecken auf Anforderungen der Benutzer, wird es deutlich komplizierter, die Wahrscheinlichkeiten zu ermitteln.
Gamow und Stern verarbeiteten diese Beobachtungen in einer mathematischen Rätsel, in der ein Mann an einem Gleis auf den nächsten passierenden Zug wartet, der meist aus östlicher Richtung kommt, obwohl er stets in gleichmäßigem Takt von Endpunkt zu Endpunkt der Strecke fährt.

## Erklärung

Etagen-Zeit-Diagramm des Fahrstuhls (blau)

Für die von Gamow und Stern gemachte Erfahrung gibt es eine einfache mathematische Erklärung. Denn in Gamows erster Etage braucht der Fahrstuhl weniger Zeit für den Weg nach unten und wieder herauf (t∨ im violetten Bereich) als für den Weg in die sechste Etage und wieder zurück (t∧ im gelben Bereich). Allgemein bewegt sich der Fahrstuhl die meiste Zeit im größeren Teil des Gebäudes über oder unterhalb des wartenden Fahrgastes. Die Wahrscheinlichkeit, dass die nächste Kabine abwärts fährt, ist bei zufälliger Ankunftszeit an der Fahrstuhltür das Verhältnis aus der Fahrzeit nach oben und wieder herunter t∧ und der Gesamtzeit für einen Umlauf T=t∧+t∨, und dieser Quotient ist in den unteren Stockwerken größer als 50 %. In den oberen Stockwerken kehren sich die Verhältnisse um. Dort ist die Fahrzeit nach unten und wieder herauf t∨ (rot) größer als die nach oben und wieder herunter t∧ (grün), weswegen dort die Fahrstühle mit größerer Wahrscheinlichkeit von unten kommen.
Wenn der Fahrstuhl beispielsweise eine Minute für eine Etage braucht, kann die Wahrscheinlichkeit berechnet werden. Denn dann braucht der Fahrstuhl von der ersten Etage ins Erdgeschoss und zurück in die erste Etage zwei Minuten, hinauf in die sechste und zurück benötigt er 10 Minuten und ein ganzer Umlauf dauert 12 Minuten. Bei zufälliger Ankunft beim Fahrstuhl ist die Wahrscheinlichkeit 2⁄12=1⁄6, dass als Nächstes eine aufwärts fahrende Kabine kommt. Auf Sterns fünfter Etage braucht der Fahrstuhl zwei Minuten, um zur sechsten Etage zu fahren und zurückzukehren, während es 10 Minuten dauert, bis er wieder heraufkommt. Entsprechend ist die Wahrscheinlichkeit 1⁄6, dass die nächste Kabine abwärtsfährt.
Bei mehreren Aufzügen oder wenn Personen zu Fuß laufen und dadurch der Fahrstuhl seltener anhalten muss, verkompliziert sich der Sachverhalt. Doch qualitativ ändert sich nichts.

## Unterste und oberste Etage
Ein Sonderfall sind die unterste und oberste Etage: Dort kommen alle Fahrstühle aus derselben Richtung an und fahren in die entgegengesetzte Richtung weiter. Die Wahrscheinlichkeit, dass die nächste Kabine in die gewünschte Richtung fährt, ist 100 %.